# Dorschleber

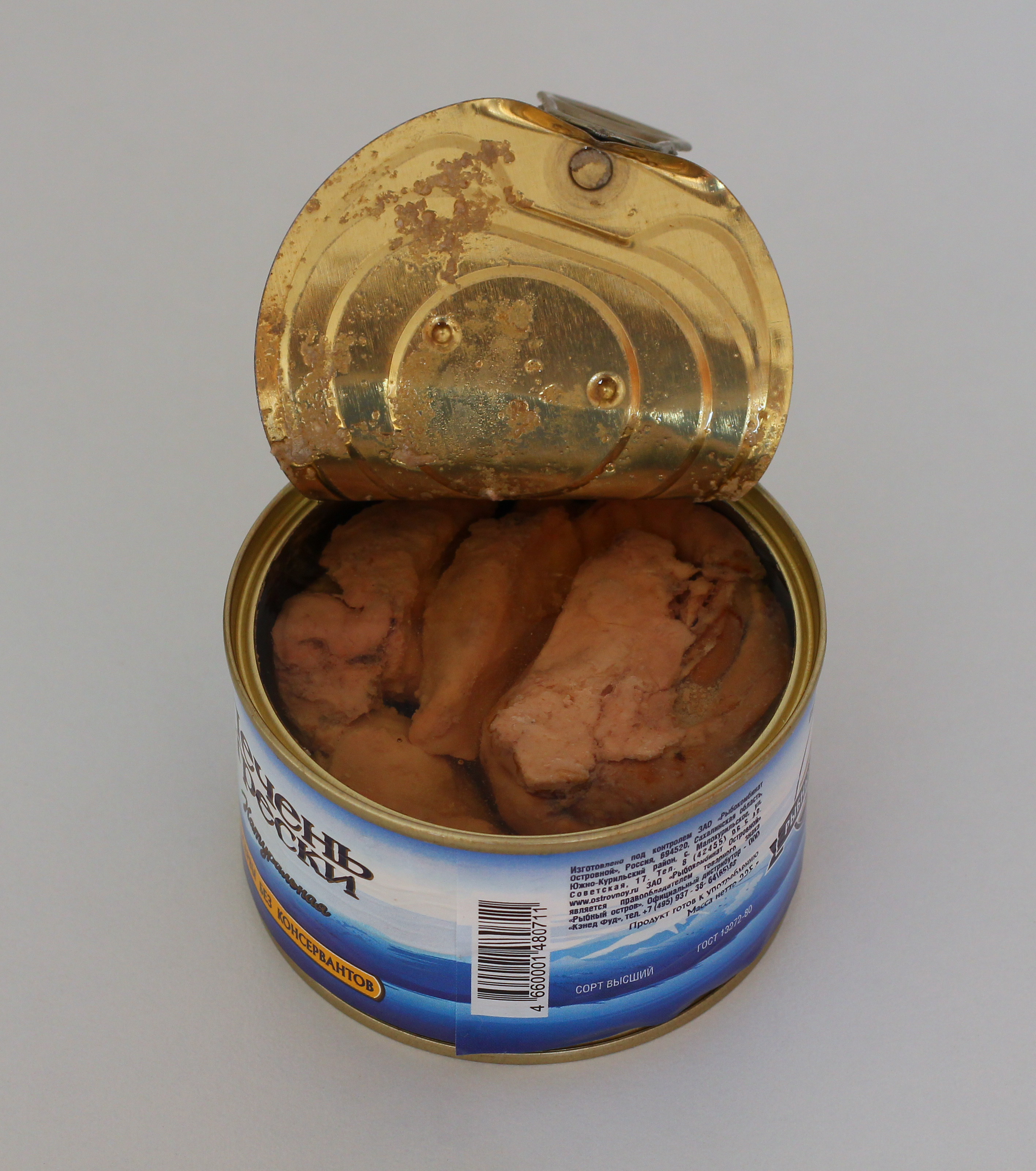
Russische Dorschleber aus der Dose

Als Dorschleber bezeichnet man Leber eines Kabeljaus, die meistens in eigenem Saft und Öl, gewürzt mit Salz, Lorbeerblättern und Pfeffer, als Konserve in Dosen oder Gläsern angeboten wird.
Traditionell gehört Dorschleber als Печень трески (Petschen treski) zur russischen Küche und wird zu Kartoffelgerichten serviert. Dorschleber wird auch mit Salz, gemahlenem Pfeffer, Dill und zerkleinerten Zwiebeln oder Schalotten gemischt und als Brotaufstrich gereicht. Alternativ werden hartgekochte Eier und Zwiebeln mit Dorschleber zu einer Pastete vermengt.
Im August 2007 gerieten Dorschleber-Konserven in die Kritik wegen mehrfacher Überschreitung der Grenzwerte für Dioxin- und dl-PCB (dioxinähnliche polychlorierte Biphenyle).
100 g Dorschleber enthalten 5 mg (16500 IE) Vitamin A und 100 µg (4000 IE) Vitamin D.
Das aus Dorschleber gewonnene Dorschleberöl bzw. Dorschlebertran ist eine Variante des Lebertrans, die auch als Speiseöl verwendet wird.